# Mali zimzelen
Mali zimzelen (mrtvačka rožica, lat. Vinca minor) je zeljasta biljka iz porodice Apocynaceae, plavih cvjetova i stalno zelenih listova. Biljka je udomaćena u srednjoj i južnoj Europi, od Francuske i Portugala do Nizozemske i Baltičkih država na sjeveru, istočno dopire do Kavkaza, ima je i u jugozapadnoj Aziji, te Turskoj. Smatra se otrovnom, nekada se koristila u narodnoj medicini( u Rusiji se koristi i danas ). 
Sadrži oko 50 raznih alkaloida. Koristi se i u hortikulturi. Zanimljivo da je se ubraja i u biljke indikatore arheoloških nalazišta.

### Sastav
Trava zimzelena sadrži više od 50 alkaloida, sličnih rezerpinu, uključujući minorin, vinin, pubiscin, vinkamin, izovinkamin, vinkaminorpin, izomajdin, akuamicin, devinkan. Sadrži i urzolsku kiselinu, flavonoide, gorke tvari i tanine, saponine, šećere, vitamine: C (993 mg /%), karoten (oko 8%), rutin. Prilikom sakupljanja sirovina, sušenja i pakiranja treba se pridržavati sigurnosnih mjera opreza.

### Farmakološka svojstva
Pripravci malog zimzelena imaju smirujuća, hipotenzivna, vazodilatacijska, hemostatska, antimikrobna i adstrigentna svojstva. Alkaloid devinkan umjereno snižava krvni tlak i ima sedativna svojstva. Mehanizam hipotenzivnog djelovanja temelji se na sposobnosti snižavanja vaskularnog tonusa i otpornosti perifernih žila. Devinkan također širi žile mozga .

### Upotreba u narodnoj medicini
U narodnoj medicini, preparati se interno koriste za migrene, početne faze hipertenzije, proljev, groznicu, malariju, krvarenje iz nosa, pluća, maternice, izvana za ispiranje, zubobolju i upalne procese u usnoj šupljini, losione za vlažne ekceme, osipe, svrbež kože .
Biljka je otrovna,  treba se koristiti oprezno, pažljivo slijedeći upute .
U homeopatiji se koristi esencija iz svježe biljke, sakupljene na početku cvatnje .

## Vanjske poveznice
- Vinca minor. In: Info Flora (Das nationale Daten- und Informationszentrum der Schweizer Flora).
- Carl von Linné: Species Plantarum. Band 1, Impensis Laurentii Salvii, Holmiae 1753, S. 209 (Erstbeschreibung).